# Rafael Brito
Rafael José Brito Materano (Caracas, 14 de noviembre de 1971), más conocido por su nombre artístico El Pollo Brito, es un músico, cantautor, compositor y animador venezolano. Su principal instrumento musical es el cuatro venezolano, el cual mezcla ritmos folclóricos afro-venezolanos con ritmo pop.

## Biografía

### Estudios
Inició sus estudios musicales en la Orquesta Nacional Juvenil del Estado Miranda, donde aprendió a tocar el Oboe. Estudió Cuatro, Mandolina y Guitarra con la Estudiantina San José Obrero. Siguió su formación académica en el Conservatorio Nacional Juan José Landaeta y el Conservatorio Superior de Música Simón Bolívar.

### Trabajos
Fue instrumentista en el Ensamble de Saúl Vera, Pabellón sin baranda, Grupo Arcano y con Paul Desenne. Ha realizado temas para las telenovelas venezolanas Arroz con leche y Los misterios del amor. Fue director, cuatrista y vocalista de La Trova Gaitera, Sabor en Gaita, Nazarenos de la Gaita, Décima Gaitera, Grupo Ziruma, Maragaita, Los Morillo, Guasinca Zuliana, Todos Estrellas y Happy Gaita. 
Ha realizado varias producciones musicales tales como: Una Casita Bella Para Ti, BAK Trio, Se Canta Venezolano, Boleros en Vivo, De Repente con C4 Trio, Homenaje a Tito Rodríguez, Pa´ Tío Simón y Manzanero. 
Fue uno de los presentadores del programa venezolano de televisión Portada’s desde 2010 hasta 2015. Se ha desempeñado como jurado para Yo sí canto en 2012, y TV Libre en 2016.
Ha tenido experiencias en el mundo del teatro con obras como ¨Un cuarto para los dos¨, versión criolla de ¨La Ronda¨, de Arthur Schnitzler, ¨Diferentes¨ de Leonardo Villalobos.
Es considerado uno de los exponentes más importantes de la cultura musical venezolana, defensor y promotor constante del talento nacional. Fuera del país, ha logrado llevar su música a países como Colombia, Trinidad y Tobago, Perú, Guatemala, Chile, Honduras, Cuba, Argentina, República Dominicana, México, España, Panamá, Estados Unidos, Reino Unido, Alemania, Francia, Bélgica, Suiza, China y Japón.

## Discografía

### De Repente (2003)
Posterior a su gira de conciertos, Rafael ''Pollo'' Brito junto a C4 Trío quienes fueron nominados al Grammy Latino proponen “De Repente”, la primera producción en conjunto. El disco contiene 10 canciones, en las que cada una dejan su esencia como venezolanos al arreglar con el Cuatro los sonidos más exquisitos para versionar en baladas las canciones que homenajean en su álbum. 

| N.º | Título                                                        | Duración |  |
| 1.  | «Yo Sin Ti No Valgo Nada (Evio Di Marzo)»                     | 3:43     |  |
| 2.  | «De Repente (Aldemaro Romero)»                                | 4:14     |  |
| 3.  | «Y Deja (Piloto/Vera)»                                        | 4:10     |  |
| 4.  | «Isn't She Lovely (Stevie Wonder)»                            | 4:45     |  |
| 5.  | «El Tresillo (Abdenago "Neguito" Borjas/Ricardo Aguirre)»     | 3:07     |  |
| 6.  | «Océano (Djavan)»                                             | 4:04     |  |
| 7.  | «Déjala Bailar - Seis Por Derecho (Chico Buarque-Folklore)»   | 4:01     |  |
| 8.  | «Norwegian Wood (Lennon/McCartney)»                           | 3:53     |  |
| 9.  | «Hasta Que Vuelvas (Leonardo Oporto)»                         | 2:46     |  |
| 10. | «Lucerito - El Acertijo (Luis Mariano Rivera-Edward Ramírez)» | 4:55     |  |

### Una Casita Bella para ti (2005)
En 2005, lanza “Una Casita Bella para ti”, su primera producción discográfica y carta de presentación como nueva voz y ejecutante del Cuatro Venezolano, cuyo primer sencillo fue un arreglo de la canción que lleva ese mismo nombre. En este álbum de 10 canciones, el Pollo Brito versiona cinco clásicos de la música venezolana y nos presenta otros cinco temas inéditos.

| N.º | Título                                              | Duración |  |
| 1.  | «Una Casita Bella Para Ti»                          | 3:20     |  |
| 2.  | «Vestida De Garza Blanca (Feat. Cristóbal Jiménez)» | 3:40     |  |
| 3.  | «Fiesta En Elorza»                                  | 3:20     |  |
| 4.  | «A Quien No Le Va A Gustar»                         | 3:56     |  |
| 5.  | «Muchachito Enamorado»                              | 3:56     |  |
| 6.  | «Presagio»                                          | 4:09     |  |
| 7.  | «Cuando A Ti Te Da La Gana»                         | 3:56     |  |
| 8.  | «Venezuela Galopante»                               | 3:33     |  |
| 9.  | «De Nuevo»                                          | 4:08     |  |
| 10. | «Una Casita Bella Para Ti (Versión salsa)»          | 3:42     |  |

### Se canta venezolano (2008)
Este segundo disco del Pollo Brito, incluye duetos con el sonero del mundo, Oscar D León: una versión calipso de “Alma llanera” y el tema “Mercedes”, de Simón Díaz, en versión sangueo.

| N.º | Título                           | Duración |  |
| 1.  | «Que Es Lo Que Pasa»             | 3:36     |  |
| 2.  | «Mercedes (feat. Oscar D' León)» | 4:16     |  |
| 3.  | «Me He Enamorao»                 | 4:03     |  |
| 4.  | «Lucerito»                       | 3:56     |  |
| 5.  | «Se Lo Llevó»                    | 3:45     |  |
| 6.  | «Lo Que Pasa Contigo»            | 3:30     |  |
| 7.  | «¡Mamá Oh!»                      | 3:56     |  |
| 8.  | «Arroz Con Leche»                | 3:45     |  |
| 9.  | «¿Que Hago Yo Porai?»            | 3:30     |  |

## Premios y nominaciones

### Premios
| Año  | Premio        | Categoría |
| ---- | ------------- | --- |
| 2014 | Pepsi Music   | Artista del año Disco del año Disco vocal venezolano Canción gaita del año Canción vocal venezolana Artista colaboración |
| 2014 | Grammy Latino | Mejor grabación (disco “De repente”, con C4 Trío)                                                                        |

### Nominaciones
| Año  | Premio        | Categoría                                                             |
| ---- | ------------- | --------------------------------------------------------------------- |
| 2015 | Grammy Latino | Mejor Álbum Tropical Tradicional (disco "Homenaje a Tito Rodríguez"). |
| 2016 | Grammy Latino | Mejor Álbum Tropical Tradicional (disco "Pa' Tío Simón").             |

## Colaboraciones musicales
Ha colaborado con artistas como: Aquiles Báez, Oscar D’ León, Huáscar Barradas, Eddy Marcano, Claudia Calderón, Gilberto Santa Rosa, Chucho Valdés, Marcos Granados, Alexis Cárdenas, Ilan Chester, Frank Quintero, Yordano, Cecilia Todd, Simón Díaz, María Teresa Chacín, Gualberto Ibarreto, Betulio Medina, Lilia Vera, Eduardo Betancourt, Cheo Hurtado, María Rivas, Serenata Guayanesa, Todos Estrellas, Free Cover Venezuela, Maragaita y Venezuela Viva.

## Vida personal
El cantante nació en Caracas, se crio en Los Teques, su madre Miriam Materano es de Trujillo, y su padre Rafael Brito de Carupano. Es padre de 6 hijos que son Giselle, Rafael, Andrés, Adrián, Ricardo y Micaela, aunque considera como su hija a Maria Isabella Triggiano, hija de su actual pareja Carmen Cecilia Romero

### Videos
- Youtube: Perfiles Rafael Brito